# Ящищак Віталій Степанович
Віталій Степанович Ящищак (нар.24 лютого 1959) — український журналіст, головний редактор газети «Новини Закарпаття», депутат Закарпатської обласної ради п'ятого та шостого скликань, кавалер ордена «За заслуги» ІІІ ступеня, заслужений журналіст України.

## Біографія
Віталій Ящищак освіту здобув у Львівському державному університеті імені Івана Франка. 
Працював кореспондентом, завідувачем відділу, редактором, заступником головного редактора, головним редактором в обласних газетах: «Молодь Закарпаття», «Новини Закарпаття», «Срібна Земля», «Фест».
У 2005 року обійняв посаду головного редактора газети «Новини Закарпаття».

## Громадська діяльність
У 2006—2010 роках був депутатом Закарпатської обласної ради п’ятого скликання.
На місцевих виборах 2010 року він був обраний депуатом Закарпатської обласної ради шостого скликання за списком  політичної партії «Єдиний центр»

## Нагороди
- Орден «За заслуги» ІІІ ступеня.
- Заслужений журналіст України.